# Красная Горка (Холмогорский район)
Красная Горка — деревня в Холмогорском районе Архангельской области.

## География
Находится в центральной части Архангельской области на расстоянии приблизительно 28 км на запад-северо-запад по прямой от районного центра села Холмогоры на правом берегу речки Кехта.

## История
В 1859 году здесь (тогда деревня Архангельского уезда Архангельской губернии) было учтено 15 дворов, в 1905 — 25. До 2022 года входила в Кехотское сельское поселение до его упразднения.

## Население
Численность населения: 102 человека (1859 год), 162 (1905), 0 в 2002 году, 1 в 2010.